# Jesper Wahlqvist
Jesper Wahlqvist (20 agosto 2002) è uno sciatore alpino norvegese.

## Biografia
Specialista delle prove tecniche attivo dal novembre del 2018, Wahlqvist ha esordito in Coppa Europa il 4 febbraio 2022 a Reiteralm in slalom gigante (37º) e ai Mondiali juniores di Sankt Anton am Arlberg 2023 ha vinto la medaglia di bronzo nella gara a squadre; il 27 febbraio 2024 ha conquistato a Pass Thurn la prima vittoria, nonché primo podio, in Coppa Europa. Ha debuttato in Coppa del Mondo il 27 ottobre 2024 a Sölden in slalom gigante, senza qualificarsi per la seconda manche; non ha preso parte a rassegne olimpiche o iridate.

## Palmarès

### Mondiali juniores
- 1 medaglia:
  - 1 bronzo (gara a squadre a Sankt Anton am Arlberg 2023)

### Coppa del Mondo
- Miglior piazzamento in classifica generale: 152º nel 2025

### Coppa Europa
- Miglior piazzamento in classifica generale: 19º nel 2024
- 3 podi:
  - 2 vittorie
  - 1 secondo posto

#### Coppa Europa - vittorie
| Data             | Località   | Paese    | Specialità |
| ---------------- | ---------- | -------- | ---------- |
| 27 febbraio 2024 | Pass Thurn | Austria  | GS         |
| 13 marzo 2024    | Trysil     | Norvegia | GS         |

Legenda:

GS = slalom gigante